# 冯次兴
冯次兴（？—？），北魏外戚，冯熙之子，長樂郡信都縣（今河北省衡水市冀州區）人。
宦官抱嶷起先以堂弟抱老寿为后嗣，后来又抚养了冯次兴为嗣子。抱嶷死后，抱老寿与冯次兴争夺继承权。抱嶷的妻子张氏通过多年的官司，能够以冯次兴为后嗣。抱老寿也不断的详细说明，最终获得继承抱嶷的安定公爵位。冯次兴归还本族，朝廷赐予他奴婢三十人。冯次兴以小内行为起家官，后被任命为给事中，其女嫁给京兆康王拓跋子推的孙子镇东将军、冀州刺史、长平县开国男元液。